# Szigetszentmiklós
Szigetszentmiklós es una ciudad del condado de Pest, en Hungría. Se encuentra al sur de la capital del país, Budapest, y forma parte del área metropolitana de la misma. El significado de su nombre se debe a que "sziget" significa isla en húngaro, y la ciudad se encuentra en la isla de Csepel, en la ribera del Danubio; y Szent Miklós se refiere a San Nicolás, patrón de la localidad. 
Mencionada por primera vez en documentos oficiales que datan del año 1264, Szigetszentmiklós recibió el estatus de ciudad en enero de 1986.  

## Ciudades hermanadas
La ciudad de Szigetszentmiklós está hermanada con:
- Haukipudas, Finlandia
- Gheorgheni, Rumanía
- Busko-Zdrój, Polonia
- Specchia, Italia
- Steinheim, Alemania
- Gorna Oryahovitsa, Bulgaria
- Kočani, Macedonia del Norte
- Sveti Martin na Muri, Croacia